# Burgos (Ilocos Norte)
Burgos è una municipalità di quinta classe delle Filippine, situata nella provincia di Ilocos Norte, nella regione di Ilocos. Precedentemente nota con il nome di Nagpartian, è stata rinominata in onore del presbitero martire José Burgos, nato nella regione di Ilocos.
Burgos è formata da 11 baranggay:
- Ablan Sarat
- Agaga
- Bayog
- Bobon
- Buduan (Malituek)
- Nagsurot
- Paayas
- Pagali
- Poblacion
- Saoit
- Tanap